# Die letzte Reliquie
Die letzte Reliquie (Originaltitel: Viimne reliikvia) ist der Titel eines estnischen Spielfilms aus dem Jahr 1970. Er ist einer der bekanntesten estnischen Abenteuerfilme. In Estland genießt der Film Kultstatus.

## Produktion
Regisseur des Abenteuerfilms war der estnische Filmemacher und Theaterregisseur Grigori Kromanov (1926–1984). Das Drehbuch stammte von dem estnischen Schriftsteller Arvo Valton (1935–2024). Dem Team stand ein vergleichsweise hoher Etat von 750.000 Rubeln zur Verfügung.
Der Film wurde innerhalb weniger Monate zwischen Frühjahr und Herbst 1969 gedreht. Die Stimmen der russischen und lettischen Schauspieler wurden später von estnischen Sprechern synchronisiert.
Die Dreharbeiten fanden unter anderem in der Altstadt von Tallinn, in der Tallinner Nikolaikirche, in der Bischofsburg von Kuressaare und im südestnischen Taevaskoda statt. Am Strand des estnischen Ostseedorfes Virtsu wurde die Filmkulisse des Klosters von Pirita errichtet. Außenaufnahmen wurden auch in Lettland am Fluss Gauja und bei Zīles in der Nähe von Valka gedreht. Daneben wurde in den Filmanlagen von Tallinn und Riga gedreht.

## Handlung
Estland im 16. Jahrhundert während der Bauernaufstände im Livländischen Krieg: Hans von Risbieter, der „beste Reiter Livlands“, verliebt sich auf einem Ausritt in die schöne Agnes von Mönnikhusen. Sie erwidert die Liebe nicht. Die katholische Kirche ist dennoch bereit, das Paar zu trauen, wenn Hans dem Kloster die Schatulle mit der Reliquie der Heiligen Birgitta überlässt.
Das Hochzeitsfest wird von estnischen Aufständischen gestürmt. Agnes fällt unversehrt in die Hände des Freien Gabriel, dessen Charme sie erliegt. Gabriel, Agnes und die Aufständischen werden daraufhin vom Kloster, dem Ritter Ivo von Schenkenberg und Agnes’ Familie gejagt. Mit allen Beteiligten spielt die Führung des Klosters ein doppeltes Spiel.
In den Klostermauern kommt es schließlich zum Showdown, der mit der Zerstörung des Klosters durch die siegreichen Esten endet.

## Rezeption
Viimne reliikvia hatte am 23. März 1970 in Estland Premiere.
Der Film fand ein großes Echo in Estland. Im ersten Jahr sahen 772.000 Besucher den Film, etwa die Hälfte der Einwohnerzahl der Estnischen SSR. Im selben Zeitraum wurden 44,9 Millionen Kinokarten für Viimne reliikvia in der gesamten Sowjetunion verkauft. In Estland hat Viimne reliikvia bis heute Kultstatus.
In der DDR wurde der Film erstmals am 16. Juli 1971 gezeigt. Die Erstaufführung in der Bundesrepublik Deutschland fand am 20. Juli 1973 statt. Der Film wurde in 63 Staaten außerhalb der Sowjetunion verkauft.
Viimne reliikvia wurde nach Wiedererlangung der estnischen Unabhängigkeit aufwändig restauriert und digitalisiert. Die Premiere der restaurierten Fassung fand am 15. März 2002 in Tallinn statt.

## Romanvorlage
Der Film beruht auf dem Roman Vürst Gabriel ehk Pirita kloostri viimased päevad („Fürst Gabriel oder Die letzten Tage des Klosters Sankt Birgitten“) des estnischen Schriftstellers Eduard Bornhöhe (1862–1923). Bornhöhe veröffentlichte das Werk 1893.
Der anti-deutschbaltische und anti-klerikale Unterton passten in das politische Konzept der sowjetischen Filmindustrie. Diese Grundhaltung tritt in Kromanovs Filmfassung allerdings hinter die spannende Abenteuerhandlung zurück und ist nur noch unterschwellig erkennbar.